# Apache ActiveMQ
Apache ActiveMQ是Apache軟件基金會所研發的開放源碼消息中間件；由於ActiveMQ是一個純Java程式，因此只需要作業系統支援Java虛擬機，ActiveMQ便可執行。

## 特色
- 支援Java消息服務 (JMS) 1.1 版本
- Spring Framework
- 集群 (Clustering)
- 支援的程式語言包括：C、C++、C#、Delphi、Erlang、Adobe Flash、Haskell、Java、JavaScript、Perl、PHP、Pike、Python和Ruby [2]
- 協定支援包括：OpenWire、REST、STOMP、WS-Notification、MQTT、XMPP以及AMQP

## 外部連結及相關影片
- Apache ActiveMQ官方網站（页面存档备份，存于）
- Introduction to Messaging With Apache ActiveMQ（页面存档备份，存于）示範教學